# Lý Trinh (nhà Minh)
Lý Trinh (chữ Hán: 李贞, 1303 – 1 tháng 11 năm 1378) là ngoại thích nhà Minh trong lịch sử Trung Quốc. Ông là anh rể của Minh Thái Tổ và là phò mã đầu tiên của nhà Minh.

## Cuộc đời
Nhà họ Lý định cư 4 đời ở huyện Hu Dị, phủ Tứ Châu, hành tỉnh Giang Tô, về sau chuyển đến Đông Hương thuộc Lâm Hoài. Trinh lấy con gái thứ của người Hào Châu là Chu Thế Trân làm vợ.
Cuối đời Nguyên loạn lạc, Trinh thấy người trong làng mở rộng ruộng vườn, gom góp tài sản, thì than rằng: “Giờ là khi nào, mà còn muốn làm phú ông vậy?” Trinh quyên góp gia sản, mổ bò lợn, bày rượu thịt, hẹn với đồng hương sẽ tương trợ lẫn nhau. Chưa được bao lâu, loạn binh xâm phạm, Trinh thấy Hoài Đông còn trong tay triều đình, bèn đưa cả nhà lánh đến đấy.
Sau khi vợ mất (1351), Trinh bèn đưa con trai Lý Văn Trung đi tìm em vợ là Chu Nguyên Chương. Hai cha con di chuyển trong chiến loạn, màn trời chiếu đất, mấy lần suýt chết, đêm ngày cầu khấn. Tháng 12 ÂL năm 1353, hai người gặp Chu Nguyên Chương ở Trừ Dương, được đối đãi trọng hậu.
Khi Văn Trung coi giữ Nghiêm Châu (1358), Trinh cũng rời phủ Ứng Thiên đến đấy. Văn Trung nhiều lần đem quân chinh chiến, đều ủy quyền quân vụ cho Trinh. Năm 1365, quân đội của Trương Sĩ Thành từ Ô Thạch Sơn xâm phạm Nghiêm Châu và Chư Kỵ, trải qua 2 tháng không lui, khiến lòng người chẳng yên. Trinh lại nắm quân vụ, để Văn Trung đi dẹp. Sau 6 ngày, Văn Trung thắng lợi trở về, Nghiêm Châu lại yên. Năm 1366, Chu Nguyên Chương phát động chiến dịch bình định Trương Sĩ Thành, hạ lệnh cho Văn Trung tham gia tấn công Hàng Châu. Văn Trung đem tất cả quân thủy bộ cùng tiến, chiếm được Đồng Lư, đưa tù binh về Nghiêm Châu. Tù binh thấy Nghiêm Châu không còn tinh binh, mưu tính nổi dậy để bỏ trốn. Trinh bèn thết đãi bọn họ, chuốc say rồi trói lại, gởi về Ứng Thiên. Chu Nguyên Chương khen ngợi, cho Trinh nhận lễ nghi như tử tước. Bình xong lưỡng Chiết, Văn Trung được trấn thủ Hàng Châu, Trinh lại đến ở cùng con trai.
Năm 1368, Chu Nguyên Chương lên ngôi, là Minh Thái Tổ, phong Trinh làm Ân thân hầu. Năm 1370, đế ban cho Trinh trạch đệ ở phía tây cầu Huyền Tân, cửa Tây Hoa, Nam Kinh. Trinh rời Hàng Châu về Nam Kinh, được gia làm Đặc tiến Vinh lộc đại phu, Phò mã đô úy, Hữu Trụ quốc, Tào quốc công. Như vậy Lý Trinh đã trở thành phò mã đầu tiên trong lịch sử nhà Minh.
Trinh đã lớn tuổi, được nhận sắc miễn vào chầu, vái lạy không xưng tên. Đế thường đến thăm nhà, còn ở lại ăn cơm tối. Thái tử và các vương cũng thường thăm viếng dượng.
Năm 1378, Trinh phát bệnh, không nói được nữa. Đế nghe tin cả sợ, lập tức đến thăm, cầm tay Trinh hỏi rằng: “Còn nhận ra trẫm không?”. Trinh ngước nhìn mà khóc, đế cũng chảy nước mắt không ngừng. Một lúc sau, đế quay về cung, liên tục sai sứ giả hỏi han. Trinh mất, hưởng thọ 76 tuổi. Đế thương tiếc, nghỉ chầu 3 ngày, đích thân đến viếng, truy phong Lũng Tây vương, đặt thụy là Cung Hiến. Tháng 12 ÂL, Trinh được đưa về chôn cất ở huyện Hu Dị, bên cạnh mộ vợ, chi phí tang sự đều được chu cấp. Ngày đưa tang, đế tiễn đến cửa tây, trèo lên lầu thành để trông theo.

## Tính cách
Trinh tính hiếu thuận, khiêm nhường và cẩn thận. Cha mất sớm, mẹ tính nghiêm khắc, hễ trái ý thì lập tức trách mắng. Gặp lúc mẹ nổi giận ném thức ăn xuống đất, Trinh nhặt lên để ăn như thường, càng tỏ ra cung kính hơn. Trinh có 4 em trai, đòi chia tài sản ra ở riêng, ông sợ mẹ không vui nên không đồng ý. Về sau Trinh quý hiển, họ hàng có ai lưu lạc bên ngoài, Trinh đều xin mẹ thu nhận kẻ ấy. Bình sanh Trinh ăn mặc tiết kiệm, thức ăn chỉ vừa đủ, áo rách thì vá lại, luôn nói: “Giàu sang quên nghèo hèn, quân tử không làm vậy.” Vật dụng được ngự ban, Trinh không hề tùy tiện dùng đến.
Lý Văn Trung có công lớn, Trinh không lấy làm kiêu ngạo. Khi Văn Trung ở nhà, Trinh không khoe khoang; khi anh ta chinh chiến, ông không buồn phiền. Gia đình ngày càng thịnh vượng, Trinh lấy làm lo lắng, thường xuyên răn đe con cháu.

## Gia đình
Nhờ công lao của Lý Văn Trung, 3 đời tiền nhân của Trinh được truy tặng quan tước:
Ông kỵ Lý Ngũ Nhị được tặng Trung phụng đại phu, Chiết Giang đẳng xử Hành Trung thư tỉnh Tham tri chánh sự.
Ông cụ Lý Lục Nhị được tặng Tư thiện đại phu, Chiết Giang đẳng xử Hành Trung thư tỉnh Tả thừa, truy phong Lâm Hoài bá.
Ông nội Lý Thất Tam được tặng Vinh lộc đại phu, Chiết Giang đẳng xử Hành Trung thư tỉnh Bình chương chánh sự, truy phong Lũng Tây hầu.
Vợ đầu là Hiếu Thân Tào quốc trưởng công chúa Chu Phật Nữ, vợ kế là Trần thị, được truy phong Thục Đức phu nhân.
Chu Phật Nữ sanh ra 2 con trai, con trai cả mất sớm, con trai nhỏ là Lý Văn Trung, sử cũ có truyện.